# Georg Crona
Georg Wilhelm Crona, född 18 april 1901 i Helsingborgs stadsförsamling, Helsingborg, död 7 november 1990 i Helsingborgs Maria församling, Helsingborg, var en svensk målare, tecknare, konsthantverkare och musiker.
Han var son till gummiarbetaren Wilhelm Crona och Emma Ljunggren samt gift med Edith Nilsson.
Crona var som konstnär autodidakt och han medverkade i Skånes konstförenings utställningar där han debuterade 1932. Separat ställde han ut på Killbergs konstsalong i Helsingborg 1948 och han genomförde en retrospektiv utställning 1951. Han medverkade även i utställningar med Sveriges allmänna konstförening, Helsingborgs konstförening, Klippans konstförening och Hörby konstförening. Han var medhjälpare till Hugo Gehlin vid takmålningen av Jacob Hansens hus i Helsingborg och vid utförandet av fönstermålningen i Sankt Petri kyrka, Malmö samt vid mosaikarbetet vid badhusen i Trelleborg och i Helsingborg. 
Bland hans egna offentliga utsmyckningar märks en större målning med marknadsmotiv placerad på Stora hotellet i Hörby.
Hans konst består av karikatyrer, satiriska motiv utförda i teckning, gouache eller akvarell. Han var under en period verksam som presstecknare för olika tidningar. Crona är representerad vid Helsingborgs museum.
Georg Crona är begravd på Raus kyrkogård.